# Nœud double gansé
Le nœud double gansé, nommé aussi demi-pêcheur double ou nœud coulant en huit est un nœud d'amarrage de la famille des nœuds en boucle coulants ; il est utilisé en spéléologie et en escalade ou alpinisme mais sous sa forme triple pour une meilleur sécurité au glissement.

## Type de nœud
Le nœud double gansé est dérivé du nœud double et est proche du nœud de pêcheur double dans son principe.

## Réalisation

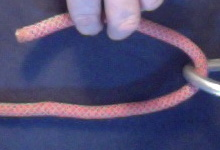
Faire une ganse ;
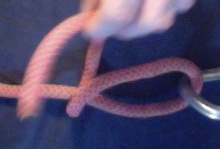
tourner autour du dormant ;
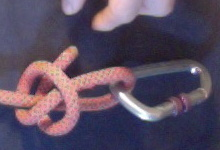
réaliser un deuxième tour en arrière du premier ;
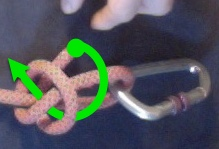
nouer dans les deux tours ;
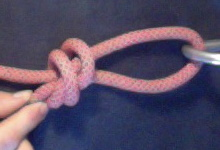
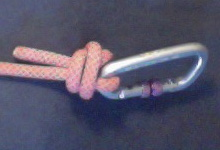
serrer.

## Usage
En spéléologie et en canyoning, le nœud double gansé est souvent utilisé pour amarrer une longe ou une cordelette à un mousqueton. Il est économe en corde et une fois serré, il reste en place sur le mousqueton. 

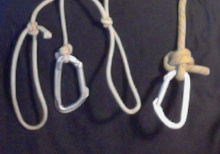
Pédale et longe de spéléologue,.

## Intérêt et limites
Le nœud double gansé présente les qualités du nœud double : il ne glisse pas et ne se retourne pas. Néanmoins, avec certains cordages en spectra/nylon très glissants, il est préférable de tripler le nœud (une boucle supplémentaire).
Après avoir été mis en tension, le nœud double gansé est quasiment impossible à dénouer tant que l'objet sur lequel il est frappé n'a pas été retiré. Une fois l'objet (mousqueton) retiré, il est plus facile à défaire qu'un nœud double souqué.